# Melanodexia idahoensis
Melanodexia idahoensis är en tvåvingeart som först beskrevs av Hall 1948.  Melanodexia idahoensis ingår i släktet Melanodexia och familjen spyflugor.
Artens utbredningsområde är Idaho. Inga underarter finns listade i Catalogue of Life.